# Kosovo i Metohija
 Ovo je glavno značenje pojma Kosovo i Metohija. Za djelomično priznatu državu pogledajte Republika Kosovo.
Kosovo i Metohija (alb. Kosova dhe Metohia, srp. Косово и Метохија), skraćeno KiM, Kosmet (srp. Космет) ili jednostavno Kosovo, naziv je za zemljopisno područje koje je prema Ustavu Republike Srbije iz 2006. godine definirano kao autonomna pokrajina Republike Srbije. Područje se nalazi pod upravom Ujedinjenih Naroda od 1999. godine.
Kosovo i Metohija od 1999. godine nije pod nadzorom vlasti Srbije, već je pod upravom UN-a. Prema stanju međunarodnog poretka od kolovoza 2006. godine, Kosovo je "entitet pod privremenom međunarodnom upravom" kojoj je glavni grad Priština. Dana 17. veljače 2008. kosovska Skupština proglasila je neovisnost, uz jamčenje prava srpskog i ostalih manjinskih naroda koji ondje žive. Tu odluku Srbija ne priznaje; Republiku Kosovo su brzo međutim priznale SAD, Velika Britanija, Njemačka i druge države među kojima je Hrvatska.
Zbog svoje apsolutne većine, Albanci imaju potpunu vlast na Kosovu i Metohiji, uz iznimku dijelova nekoliko općina. Vlada Srbije je predložila uspostavljenje "Zajednice srpskih općina", tj. samoupravna zajednica općina sa srpskim stanovništvom.